# Killian Walbrou
Killian Walbrou, né le 7 mai 1984, est un pilote de vol à voile français, qui est aussi pilote d'hélicoptère dans l'Armée de l'air française.
Il est médaillé d'argent  dans la classe Open aux Championnats d'Europe de vol à voile 2013.
Il remporte la médaille d’or en classe 18m lors des Championnats du monde de vol à voile 2017 à Benalla,.